# Alessandro Serenelli
Alessandro Serenelli (Ancona, Itália, 2 de junho de 1882 – Macerata, Itália, 6 de maio de 1970) foi um camponês italiano, que ficou conhecido por ter sido, aos vinte anos, o assassino de Maria Goretti, que foi canonizada em 1950 pelo Papa Pio XII, tornando-se Santa Maria Goretti.

## Infância
Desde a infância, Alessandro conviveu com uma situação familiar infeliz: sua mãe morreu poucos meses após seu nascimento, em uma casa de repouso para doentes mentais. Sua família estava constantemente se mudando de um lugar para outro, em busca de trabalho, fato que não lhe permitiu estabelecer relações fortes e duradouras com outros jovens. 
Seu pai se mostrava distante e dava pouca atenção à sua formação e conforto. Todos os seus sete irmãos morreram em circunstâncias trágicas.
Este é o quadro em que o jovem Alessandro cresceu, com todas as deficiências, lacunas e distorções. Aqueles que o conheceram, descreviam-no como uma pessoa taciturna e introspectiva.
De sua terra natal, Ancona, sua família mudou-se para ir trabalhar em Olevano Romano, distante cerca de 290 km e depois para Paliano, a cerca 10 km. Em 1896, conheceram a família de Maria Goretti e passaram a morar na mesma propriedade, quando Alessandro tinha cerca de 14 anos e Marieta (como era chamada Maria), cerca de seis anos.
O pai de Marieta, Luigi Goretti, morreu em 6 de maio de 1900, vitimado pela malária. Sua mãe passou então a trabalhar na lavoura com os filhos maiores, enquanto Marieta ficava em casa cozinhando, cuidando da casa e dos irmãos mais novos.

## Crime
Alessandro passou a alimentar o desejo de possuí-la fisicamente, pois ficava sozinha e vulnerável. Tendo sido rejeitado por ela por duas vezes, passou a arquitetar um plano perverso e incontrolável que passou a tomar conta de sua mente: a ideia de matá-la, caso continuasse a se opor a seus desejos. Assim, o crime foi consumado em 5 de julho de 1902, após mais uma tentativa de estupro frustrada de Alessandro.

## Prisão e pena
Alessandro foi imediatamente preso, tendo sido julgado e condenado a uma pena de 30 anos de prisão, por não ter a maioridade penal vigente na época. Caso houvesse essa maioridade, seria condenado à prisão perpétua.
Em 12 de fevereiro de 1903, foi levado para a prisão de Noto, onde permaneceu até 21 de maio de 1918, quando foi transferido para Alghero. Em 11 de março de 1929, depois de 27 anos de prisão, foi libertado por bom comportamento.

## Arrependimento e vida no convento
Após três anos no cárcere, de muito sofrimento e distúrbios mentais que o tornaram violento, uma noite teve um sonho que transformou sua vida na prisão, conforme seu próprio depoimento:
| “ | Eu me via em um jardim repleto de lírios brancos. Vejo surgir Marieta, bela e vestida de branco, que passou a colher os lírios e os depositar em meus braços, sorrindo como um anjo, até que meus braços ficaram cheios. Logo, porém, percebo que os lírios que eu segurava se transformavam em tochas. Marieta sorria para mim novamente e desaparecia. Eu acordei com um susto, e disse para mim mesmo: agora eu estou salvo, pois tenho a certeza de que Marieta veio ver-me e dar-me o seu perdão. A partir daquele dia eu já não sentia o horror de antes na minha vida | ” |

Oito anos depois de ganhar a liberdade, decide ingressar na Ordem dos Frades Menores Capuchinhos, sendo acolhido no monastério de Ascoli Piceno, comuna de Macerata, passando a realizar serviços de jardinagem entre outros. Alessandro não foi propriamente um monge, mas viveu entre eles até o fim de sua vida. A escolha por passar o resto de sua vida em um convento foi ditada não só pelas dificuldades encontradas para o retorno a um mundo que o julgava pelo que tinha feito, mas também pelo desejo de completar seu resgate pelo arrependimento.
Alessandro também pediu publicamente perdão a Assunta, mãe de Marieta, de joelhos na frente dela, em 25 de dezembro de 1934: "Perdoa-me Assunta", que respondeu: "Se ela (Marieta) te perdoou, se Deus te perdoou, então também eu te perdoo".

## Morte e testamento
Alessandro morreu em 6 de maio de 1970, aos 87 anos, no mesmo convento dos capuchinhos em Macerata.
Nove anos antes, havia escrito um testamento:
| “ | Tenho quase 80 anos de idade, estão terminando meus dias. Olhando meu passado, reconheço que na minha primeira juventude trilhei um falso caminho: o caminho do mal, que me levou à ruína. Vejo através da imprensa, que a maioria dos jovens seguem sem se incomodar, o mesmo caminho; eu também não me incomodava. Tinha perto de mim, pessoas de fé e que praticavam o bem, mas eu não me importava, cego por uma força bruta que me impulsionava para o mau caminho. Fui consumido por décadas por um crime passional que hoje me horroriza a memória. Maria Goretti, hoje santa, foi o anjo bom que a Providência colocou adiante dos meus passos para me salvar. Eu ainda trago no coração suas palavras de repreensão e perdão. Ela orou por mim, intercedeu por seu assassino. Foram quase 30 anos de prisão. Se eu não fosse menor de idade, teria sido condenado à prisão perpétua. Aceitei o julgamento merecido, admiti a minha culpa. Maria foi realmente a minha luz , a minha protetora. Com sua ajuda, me comportei bem nos 27 anos de prisão (…). Os filhos de São Francisco , os Frades Menores Capuchinhos, me acolheram como seráficos, que amam uns aos outros, não como escravo, mas como a um irmão. Moro com eles há 24 anos e agora vejo o tempo passar com serenidade, aguardando a minha partida para junto de Deus e poder abraçar meus entes queridos, estar perto de meu anjo da guarda e sua querida mãe, Assunta. Aqueles que lerem esta carta, que a tenham como exemplo para escapar do mal e seguir o bem, sempre. Acho que a religião com seus preceitos não é algo que se pode desprezar, mas é o verdadeiro conforto, a única forma segura em todas as circunstâncias, mesmo as mais dolorosas da vida. Paz e bem | ” |